# Ingria

Bandera de Ingria.

Ingria (en finés: Inkeri; en ruso: Ижора o Ингерманландия; en sueco: Ingermanland, en estoniano: Ingeri) es una región histórica de la Europa nororiental, hoy parte de Rusia, que comprende la región existente en el sureste y este del golfo de Finlandia, así como a lo largo de los ríos Nevá, Narva y el lago Peipsi en el sudoeste, el río Vóljov en el sudeste, y el lago Ládoga en el noreste. La frontera tradicional con Carelia sigue el arroyo Sestrá (en finés: Siestarjoki o Rajajoki, lit. 'río del límite; en sueco: Systerbäck, lit. 'arroyo Hermana') en el noroeste sobre el istmo de Aunis. La superficie aproximada de este territorio es de unos 15 000 km².

## Territorio
Se trata de un país bajo, bastante llano, repleto de lagos y lagunas, así como pantanos (antes de ser muchos de ellos desecados), de clima frío y húmedo, naturalmente cubierto de un bosque en el cual predominan coníferas, especialmente abetos y en alguna menor medida caducifolias, como las hayas y abedules.
La Ingria histórica comprende aproximadamente el mismo territorio que los actuales raiones de Kingisepp, Lomonósov, Vólosovo, Gátchina, Tosno, Kírovsk y Vsévolozhsk en el óblast de Leningrado. En su territorio estaban las ciudades históricas de Schlisselburgo, Yamburgo e Ivángorod y, después de 1703, San Petersburgo, la nueva capital rusa de la Gobernatura general de San Petersburgo.

## Historia
Antes de la llegada de los eslavos durante la Edad Media, el territorio estaba poblado por pueblos fineses, en el sector occidental y meridional habitaban los votios, razón por la cual el territorio era conocido entonces con el nombre de Vot o Vod (confundiéndose así con la Votia propiamente dicha); en la costa, entre los ríos Narva y Nevá habitaban los ingrios izhorianos. El otro pueblo finés que habitó ancestralmente el territorio fue el de los ingrios fineses, del cual finalmente el territorio recibió el nombre, que fue divulgado por los mercaderes suecos (varegos) quienes llamaron "Ingermanland" al país. Para los suecos la Ingria tenía el valor de ser una puerta de ingreso hacia Rusia.
Por su parte, los rusos desde la baja Edad Media comenzaron a considerar la importancia estratégica de la Ingria por los siguientes motivos: este país, como ya se dijo, era la puerta de entrada para las incursiones escandinavas, también resultaba una especie de muelle y núcleo de influencia dentro de los otros territorios fineses (Finlandia, Carelia, Estonia) y, por otra parte, resultaba una de las salidas al mar para Rusia. 
Es así que los rusos anexaron la Ingria a la República de Nóvgorod, y luego de haber formado parte de tal república, fue anexionada a la Moscovia en 1487. 
Durante la guerra de Livonia en 1580, los suecos invadieron el sector occidental y costero de Ingria, pero fueron desalojados en 1595 por el Tratado de Teulino. Sin embargo, el conflicto ruso-sueco por el control de las costas orientales del Báltico persistió con variada intensidad: en 1617, por la Paz de Stolbovo el reino de Suecia ocupó toda la Ingria, feudalizándola y creando establecimientos coloniales con escandinavos deportados. Fue también un período en el cual los suecos intentaron con un éxito parcial convertir al luteranismo a los habitantes autóctonos de Ingria, aunque gran parte de ellos se mantuvo fiel a la iglesia ortodoxa.
En tiempos del zar Pedro I, Rusia logró vencer a Suecia en la Gran Guerra del Norte, y de este modo por la Paz de Nystad el territorio quedó definitivamente en poder ruso. Para consolidar la nueva dominación en 1703, el mismo Pedro I hizo construir en el centro de Ingria, a poca distancia de la aldea sueca de Nyen (y la fortaleza llamada Nyenskans), la ciudad de San Petersburgo sobre el delta del río Nevá, ciudad que fue transformada en 1712 en la capital del Zarato ruso, en 1721 en la capital del Imperio ruso y luego de la RSFS de Rusia hasta 1918.
El establecimiento de la capital de Rusia en San Petersburgo significó una rápida e intensa rusificación de la mayor parte de la Ingria a partir de inicios del siglo XVIII, quedando sólo las zonas rurales cercanas a la frontera con Estonia con una mayoría de población ingria hasta principios del siglo XX. Los votios e ingrios izhorianos practicaban el cristianismo ortodoxo, mientras que los ingrios fineses eran luteranos.
Ingria nunca llegó a ser un Estado. Apenas se puede afirmar que haya constituido una nación, aunque su carácter de "nacionalidad" fue reconocida por la Unión Soviética. Como grupo étnico, los ingrios casi han desaparecido, junto con su lengua ingria. Sin embargo, mucha gente todavía reconoce su herencia cultural o el poseer algún linaje ingrio. Estos están representados en la UNPO.